# Alexandra Fröhlich
Alexandra Fröhlich (1 februari 1967 – Hamburg, 22 april 2025) was een Duitse journaliste en schrijfster. Ze begon een vrouwenblad in Oekraïne en schreef enkele romans. 

## Leven
Fröhlich was aanvankelijk actief als journaliste in Oekraïne en begon een vrouwenblad in Kiev. Later schreef ze freelance voor verscheidene Duitse vrouwenbladen, waaronder Petra en Freundin.
In 2012 bracht uitgeverij Knaur Fröhlichs debuut Meine russische Schwiegermutter und andere Katastrophen uit. De roman haalde de bestsellerlijst van weekblad Der Spiegel. Twee jaar later verscheen het vervolg Reisen mit Russen. Beide romans zijn min of meer autobiografisch, gebaseerd op haar huwelijk met een Rus waarvan ze later scheidde.
Gestorben wird immer, een misdaadroman van haar hand, verscheen in 2016 bij uitgeverij Penguin. Drie jaar later publiceerde ze er Dreck am Stecken, over het dagboek van haar overleden grootvader.
Fröhlich had drie zonen. Ze woonde op het eind van haar leven op een woonboot in Hamburg-Moorfleet. Daar werd ze op 22 april 2025 dood aangetroffen. Er waren sporen van geweld. De autoriteiten gingen uit van moord. Begin mei werd een 22-jarig familielid als verdachte opgepakt.